# Палата Топкапи
Палата Топкапи или Топкапи сарај (тур. Topkapı Sarayı) била је главна резиденција свих османских султана скоро 400 година. Изграђена је на захтев Мехмеда  Освајача када је заузео Истанбул. Ова палата је била главна резиденција све до 1856. године када је султан Абдулмеџид I наредио да главна резиденција буде палата Долмабахче. Из Топкапи палате вођени су сви државни послови. Ова палата је била само “срце” Османског царства. Ту се, такође, налазио и султанов харем. Ова палата је изузетно раскошно украшена са великим количинама злата.
Палата је тада била место одржавања многих историјских државних догађаја и краљевских забава, а данас је музеј који има велику и вредну колекцију споменика и уметнина (попут огртача и мача пророка Мухамеда, али и Хрвојев мисал). Данас Топкапи палата представља једну од главних туристичких атракција Истанбула.
Године 1985, Палата Топкапи је, заједно са осталим споменицима "Историјског језгра Истанбула", стављена на листу светских баштина и под заштиту је УНЕСКА као "најбољи пример комплекса палате [...] из Османског периода".
Изградња, коју је наредио султан Мехмед Освајач, почела је 1459. године, шест година након освајања Цариграда. Топкапи се првобитно звала „Нова палата“ (Јени Сарај или Saray-ı Cedîd-i Âmire) да би се разликовала од Старог двора (Ески Сарај или Sarây-ı Atîk-i Âmire на тргу Бајазит. У 19. веку је добила име Топкапи, што значи Топовска капија. Комплекс се ширио вековима, великим реновирањем након земљотреса 1509. и пожара 1665. године. Комплекс палате се састоји од четири главна дворишта и много мањих зграда. У харему су живеле женске чланице султанове породице, а водећи државни званичници, укључујући и великог везира, одржавали су састанке у згради Царског савета.

## Име
Назив палате је био Сараје Цедиде Амире (османски: سراى جديد عامره, Царска нова палата) до 18. века. Своје данашње име палата је добила за време Махмуда I; када је Topkapusu Sâhil Sarâyı, приморска палата, уништена у пожару, њено име је пренето на ову палату. На турском данашњи назив палате, Топкапи, значи Топовска капија.

## Историја
Изградња Палате Топкапи започела је 1459. године по наредби султана Мехмеда  Освајача, са циљем да се направи византијски Константинопољ. Име му на турском у буквалном преводу значи Палата топовске капије јер је изграђена на месту градских врата Константинопоља која су уништена турским топовима.
На врхунцу моћи Османског царства, палата је представљала град у малом и у њој је живело око 4.000 људи одједном и покривала је веће подручје уз обалу него данас (око 700.000 m²). Комплекс се ширио вековима, обично у обновама након катастрофа као што су земљотрес 1509. и пожар 1665. године. Крајем 17. века палата губи свој значај јер султани више времена проводе у својој новој палати на Босфору.
На крају је султан Абдулмеџид I преместио двор у новоизграђену палату у стилу европске културе, Долмабахче. Но, ипак су неке функције, попут царске ризнице, књижнице, џамије и ковачнице новца, задржане у Топкапи сарају.
Након пропасти Османског царства 1921. године, Палата Топкапи је државним декретом 1924. године претворена у Царски музеј под управом Министарства културе и туризма.

## Одлике
Палата је комплекс који чини палата с четири главна дворишта, попут одвојених домаћинстава (Аулус) са стотинама просторија и много мањих грађевина на површини од 592.600 m². У њој се налазе џамије, болница, пекаре, ковачница и још много тога. Само најважније просторије су отворене за јавност, а остатак строго чувају представници министарства и оружане снаге турске војске.
Царска врата (Bâb-ı Hümâyûn) воде до првог дворишта у којем су били уреди и управа. У друго двориште су водила Врата поздрава (Bâb-üs Selâm) где се налазила царска већница (софа) и ризница. Врата чедности (Bâbüssaâde) су водила у треће двориште у којему је био харем (Harem-i Hümayûn) и унутрашње приватне просторије султана, попут приватне школе (ендерун). У четвртом дворишту које попут терасе гледа на Босфор, су биле приватне просторије и грађевине за дневни боравак султана.
Осим што је палата изванредан пример османске архитектуре, у њој се налазе и вредни примерци царског намештаја, порцелана, одеће, оружја, илуминираних рукописа (међу којима и Хрвојев мисал), калиграфски списи и фреске, као и изложбе накита и других вредности из османске ризнице.

## Царска капија
Главна улица која води до палате је византијска авенија Месе, данас позната као Диван Јолу (Улица Савета). Ова улица је коришћена за царске процесије током византијског и османског доба. Она води директно до Аја Софије и скреће на северозапад према дворском тргу до Фонтане Ахмеда III.
Царска капија је главни улаз у Прво двориште. Султан би улазио у палату кроз Царску капију (тур. Bâb-ı Hümâyûn, што значи „Краљевска врата“ на персијском, или Saltanat Kapısı) која се налази јужно од палате. Ова масивна капија, која првобитно датира из 1478. године, сада је прекривена мермером из 19. века. Њен централни лук води до пролаза са високом куполом; позлаћена отоманска калиграфија краси структуру на врху, са стиховима из Курана и туграма султана. Идентификоване су тугре Мехмеда II и Абдул Азиза, који су обновили капију.
Према старим документима, до друге половине 19. века изнад капије постојао је дрвени стан. Као павиљон користио га је Мехмед, за оставу имовине умрлих унутар палате без наследника и пријемно одељење ризнице. Такође је кориштен као видиковац за даме из харема у посебним приликама.

## Галерија
- Модел палате
- Царска врата
- Византијска Црква св. Ирине у првом дворишту
- Врата поздрава
- Трем испред пријемне дворане (Диван)
- Торањ правде